# Trädsnabblöpare
Trädsnabblöpare (Philodromus cespitum) är en spindelart som först beskrevs av Charles Athanase Walckenaer 1802.  Trädsnabblöpare ingår i släktet Philodromus och familjen snabblöparspindlar. Arten är reproducerande i Sverige. Inga underarter finns listade i Catalogue of Life.